# 5. februar
5. februar je 36. dan leta v gregorijanskem koledarju. Ostaja še 329 dni (330 v prestopnih letih).

## Dogodki
- 1818 – Charles-Jean Baptiste Bernadotte postane kralj Švedske in Norveške
- 1852 – v Sankt Peterburgu odprt muzej Ermitaž
- 1859 – Vlaška in Moldavija se pod vladarjem Cuzo združita v Romunijo
- 1885 – belgijski kralj Leopold II. ustanovi Kongo kot svojo zasebno lastnino
- 1887 – v milanski Scali premiera Verdijeve opere Otello
- 1909 – Leo Baekeland naznani iznajdbo bakelita, prve sintetične plastike.
- 1916 – prve predstave v zürichškem klubu Cabaret Voltaire: rojstvo dadaizma
- 1917 – uraden konec armenskega genocida
- 1918 – nadporočnik Stephen Thompson kot prvi ameriški (vojaški) pilot sestreli sovražno letalo
- 1924 – konec 7. olimpijskih iger (prvih zimskih)
- 1958 – Vojno letalstvo ZDA blizu otoka Tybee v zvezni državi Georgia izgubi vodikovo bombo, ki je pozneje nikoli ne najdejo
- 1971 – Apollo 14 pristane na Luni
- 1974 – Mariner 10 pošlje prve posnetke z Venere
- 1992 – Slovenija postane članica MOK
- 1994 – v srbskem obstreljevanju sarajevskega Markovega trga ubitih 68 ljudi

## Rojstva
- 1024 – Izjaslav I. Kijevski,  kijevski veliki knez († 1078)
- 1321 – Ivan II. Paleolog, markiz Montferrata († 1372)
- 1505 – Aegidius Tschudi, švicarski humanist († 1572)
- 1579 – Suzuki Šosan, japonski zen budistični menih in samuraj († 1655)
- 1626 – Marie de Rabutin-Chantal de Sévigné, francoska pisateljica († 1696)
- 1840 – John Boyd Dunlop, škotski izumitelj († 1921)
- 1840 - Hiram Stevens Maxim, ameriško-britanski izumitelj († 1916)
- 1856 – Otto Brahm, nemški literarni kritik, gledališčnik († 1912)
- 1866 – sir Arthur Keith, škotski anatom, antropolog († 1955)
- 1872 – Lafayette Benedict Mendel, ameriški biokemik († 1935)
- 1878 – André-Gustave Citroën, francoski inženir, industrialec († 1935)
- 1893 – Roman Ingarden, poljski filozof († 1970)
- 1900 – Adlai Ewing Stevenson II., ameriški politik, diplomat († 1965)
- 1914 – William Seward Burroughs, ameriški pisatelj († 1997)
- 1919 – Andreas Georgios Papandreu, grški predsednik vlade († 1996)
- 1946 – Charlotte Rampling, angleška igralka
- 1948 – Barbara Hershey, ameriška filmska igralka
- 1962 – Sandi Klavžar, slovenski matematik
- 1962 - Jennifer Jason Leigh, ameriška filmska igralka
- 1966 – Rok Petrovič, slovenski alpski smučar († 1993)
- 1985 – 
  - Cristiano Ronaldo, portugalski nogometaš
  - Damjan Murko, slovenski pevec zabavne glasbe, samopromotor
- 1992 – Neymar, brazilski nogometaš

## Smrti
- 720 – Omar ibn Hubajra al-Fazari, omajadski general (* ok.  680)
- 1023 – Sitt al-Mulk, regentinja fatimidskega kalifata (* 970)
- 1036 – Alfred Aetheling, pretendent za kralja Anglije, hiša Wessex
- 1157 – Konrad I., mejni grof Meissena (* 1098)
- 1326 – Henrik iz Helfenberga, krški in lavantinski škof
- 1661 – Šundži, drugi cesar kitajske dinastije Čing (* 1638)
- 1807 – Pasquale Paoli, korziški državnik (* 1807)
- 1818 – Karel XIII. Švedski (* 1748)
- 1867 – Salomon Munk, nemško-francoski orientalist judovskega rodu (* 1803)
- 1881 – Thomas Carlyle, škotski satirik, esejist in zgodovinar (* 1795)
- 1922 – Slavoljub Eduard Penkala, hrvaški izumitelj poljsko-nizozemskega rodu (* 1871)
- 1944 – Julius Kugy, avstrijski raziskovalec Alp (* 1858)
- 1947 – Rudolf Ditzen - Hans Fallada, nemški pisatelj (* 1893)
- 1951 – Janko Šlebinger, slovenski književni zgodovinar (* 1876)
- 1957 – Milan Klemenčič, slovenski lutkar (* 1875)
- 1957 – Ciril Ličar, slovenski pianist in glasbeni pedagog (* 1894)
- 1962 – Jacques François Antoine Ibert, francoski skladatelj (* 1890)
- 1962 – Ivan Krizostom Švegel, slovenski diplomat in politik, (* 1875)
- 1966 – Ludwig Binswanger, švicarski psihiater, pisatelj (* 1881)
- 1985 – Franc Kolenc, slovenski pisatelj, novinar in duhovnik (* 1908)
- 1993 – Joseph Leo Mankiewicz, ameriški filmski režiser (* 1909)
- 1996 – Gianandrea Gavazzeni, italijanski skladatelj, dirigent (* 1909)
- 2020 – Kirk Douglas, ameriški filmski igralec judovskega rodu (* 1916)
- 2021 – Christopher Plummer, kanadsko-ameriški igralec (* 1929)

## Prazniki in obredi
- Dan Kašmirja v Pakistanu
- Obletnica osvoboditve izpod Alberonijeve okupacije v San Marinu

## Godujejo
- sveta Agata
- sveti Albuin
- sveti Filip las Casas
- sveti Frančišek Blanco
- sveti Frančišek di San Michele
- sveti Frančišek iz Meaka
- sveti Gonsalvij Garcia
- sveti Ingenuin
- sveti Janez Soan
- sveti Jakob Kisai
- sveti Joahim Sakkakibara
- sveti Leon Karasumo
- sveti Ludovik Ibarki
- sveti Martin Dell' Assunta
- sveti Pavel Miki
- sveti Pavel Suzuki
- sveti Peter Battista
- sveti Tomaž Kosaki
- mučenci v Pontu